# ミサ・ブレヴィス (ハイドン)
ミサ・ブレヴィス ヘ長調 Hob.XXII:1(Missa Brevis in F)は、フランツ・ヨーゼフ・ハイドンが1750年ごろに作曲したミサ曲。現存するハイドンの曲のうちでもっとも古いもののひとつである。1806年に作曲家自身によって編曲された。
なお、ハイドンにはもう1曲『ミサ・ブレヴィス』という変ロ長調の曲があるが(Hob.XXII:7)、そちらは『小オルガン・ミサ』の通称で呼ばれることが多い。

## 概要
ラールセンとランドンは1749年から1750年にかけて、ガイリンガーは1750年代のはじめのものと推定している。ハイドンがまだウィーンのシュテファン大聖堂の少年合唱団員であったか、合唱団を解雇されて間もないころの作品ということになる。
なおアロイス・フックスによれば、『ロラーテ・ミサ』(Rorate coeli desuper, Hob.XXII:3)がハイドンの最初のミサ曲である。『ロラーテ・ミサ』は長年失われていたが、1957年にランドンが再発見した。しかし失われた『ロラーテ・ミサ』と発見された曲が同一かどうかには疑問が出されている。
ハイドンは最晩年の1805年になってパート譜を入手し、そこからスコアを作成して、1749年という年を記した。また新しく管楽器を書き加えた第2版を1806年2月に完成したが、この版は出版されなかった。ただしこの編曲はハイドン本人ではなくヨーゼフ・ハイデンライヒによるかともいう。
単純でほぼホモフォニックな音楽であり、器楽部分も簡単である。シュテファン大聖堂の楽長であったゲオルク・ロイター2世の影響が見られるという。

## 編成
- ソプラノ二重唱、4部の合唱
- 第1ヴァイオリン、第2ヴァイオリン、オルガン、ヴィオローネ

1806年版ではフルート、クラリネット2、ファゴット2、トランペット2、ティンパニを追加。

## 曲の構成

### Kyrie
アレグロ。キリエ、クリステ、キリエ（2回目）それぞれが合唱で始まり、二重唱が後を続ける。明るく単純な曲である。

### Gloria
アンダンテ。後のハイドンのミサ曲のように部分に分かれず、一気に歌われる。

### Credo
アレグロ。全体に速い曲だが、「et incarnatus est」から「et sepultus est」のキリストの生涯の部分はアダージョで短調の音楽になり、合唱のみで歌われる。

### Sanctus
「Sanctus」はアダージョで歌われるが、「Pleni sunt」以下はアレグロになる。

### Benedictus
アンダンテのゆったりした音楽で、器楽による序奏につづけて、二重唱によって歌われる。ホザンナはアレグロの合唱で歌われるが、すぐに終わる。

### Agnus Dei
アダージョ。静かな短調の曲で、合唱のみによって歌われる。「dona nobis pacem」で長調に転じ、二重唱が加わってアレグロで歌われる。